# Едмунд Певенсі
Едмунд «Ед» Певенсі (англ. Edmund "Ed" Pevensie; 1930—1949) — один з головних героїв серії книг «Хроніки Нарнії», брат Пітера, Сьюзен і Люсі, двоюрідний брат Юстаса Скрабба. Народився в 1930 році за земним літочисленням. Едмунд — кароокий брюнет зі світлою шкірою, нижчий на зріст, ніж Пітер. Часом набагато більш розсудливий, ніж старший брат. Спочатку він легко піддається чужому впливу, але потім стає мудрішим і розбірливим.
Повне звання: «Король Нарнії, герцог Ліхтарного пустища, граф Західних боліт, Лицар ордена Столу» (англ. King of Narnia, Duke of Lantern Waste, Count of the Western March, Knight of the Noble Order of the Table). Народ Нарнії прозвав його Едмундом Справедливим (англ. Edmund the Just).
Фігурує в п'яти книгах «Хронік Нарнії»: як дитина і основний персонаж — в книгах «Лев, Біла Відьма й шафа», «Принц Каспіан» і «Підкорювач зорі, або Плавання на край світу»; як дорослий — в книгах «Кінь і його хлопчик» та «Остання битва».

## Біографія
Едмунд (Ед, Нед, Едді) Певенсі народився в серпні-вересні 1930 року, бо у книзі «Лев, Біла Відьма й шафа» дія відбувається у вересні 1941 року. Згідно з книгою його батьки залишилися в Лондоні, проте у фільмі вирішили «відіслати» його батька (ім'я невідоме) на війну.
Едмунд був вразливою дитиною, і, пішовши в 5 клас, потрапив у погану компанію. Зміни в його характері ми бачимо в книзі «Лев, Біла Відьма й шафа». Також Едмунд мав схильність до егоїзму, оскільки він досить швидко погодився на умову Чаклунки, що його брат і сестри будуть йому прислуговувати.
Багато ілюстраторів «Хронік» зображують його блондином з блакитними очима, іноді рудим, часто з веснянками, але справжня зовнішність Едмунда невідома (є імовірність, що він може бути брюнетом). У книжці «Кінь та його хлопчик» згадувалося, що люди з процесії в Ташбаані «красиві і благородні, багато з них біляві». Однак точно сказати, чи відносився Едмунд Певенсі до їх числа, неможливо. У фільмі «Лев, Біла Відьма й шафа» хлопчика показують занадто запальним, що дещо суперечить оригіналу, де говорилося, що Едмунд спокійний і холоднокровний. Однак у фільмі «Принц Каспіан» це було враховано. Також ми бачимо, що Едмунд єдиний з «друзів Нарнії», хто читає детективи і подібні «розумні» книжки, що схильне до його розсудливості. Едмунд також (особливо у фільмі) не обділений почуттям гумору.

### Лев, Біла Відьма й шафа
Після розповіді Люсі про Нарнію, знущався з сестри, запитуючи її, не знайшла вона світів в інших чарівних шафах. Потрапивши в Нарнію, опинився під впливом Джадіс, Білої Чаклунки. Пізніше, під її впливом, точніше через бажання знову покуштувати чарівного рахат-лукуму, зрадив брата і сестер, пішовши до Джадіс і видавши їй їх місце розташування. Замість нагороди Джадіс посадила його до в'язниці, де він бачив силу Чарівниці: заморожувати живі істоти і перетворювати їх у камінь. По фільму саме там він познайомився з Тумнусом — фавном, що врятував Люсі в її перший візит в Нарнію. Пізніше разом з Джадіс вирушив у табір Аслана. Під час зупинки на ніч був врятований солдатами Аслана і після каяття був прощений. Брав участь у битві проти Чаклунки, де завдав перших втрат війську Джадіс. Був поранений у битві, але видужав бальзамом Люсі. Став королем Нарнії. Народ прозвав його Едмунд Справедливий.

### Кінь і його хлопчик
Король Едмунд і його сестра Королева Сьюзен їдуть в Калормен, в гості до Тишрока і царевича Рабадаша. Однак незабаром Едмунд розуміє, що вони опинилися в полоні, самі того не підозрюючи. Чоловік придумує геніальний план і нарнійці вириваються на свободу. Пізніше Едмунд і його сестра Люсі вступають в битву з Рабадашем і його військом і перемагають його. Едмунд прекрасно бореться, він вбиває кілька людей, одного разу падає, але залишається живим і вступає в бій з Рабадашем. У цій книзі Едмунд підтверджує своє звання «Справедливий»:
 — Відрубав йому голову, Ваша Величносте, — сказав Перідан. — Хто він як не вбивця?
 — Безперечно, він негідник, але і негідник може виправитися, я знав такий випадок…

Таким чином він натякає про свою зраду, і про те як він виправився.

### Принц Каспіан
Едмунд тут постає 12 річним хлопчиком, але він мудрий і обережний. Він єдиний, хто повірив Люсі в цей раз «адже тоді, рік тому, права була вона». Аслан кличе його молодцем. Через те, що повірив сестрі, другим після Люсі бачить Аслана.
У фільмі хлопчик остаточно викупив свою провину: Каспіан, Нікабрік і відьма викликають Білу Чаклунку. Каспіану намагається допомогти Пітер, але і він опиняється під чарами Відьми. І тільки Едмунд розбиває крижану брилу з чаклункою, вчергове рятуючи життя брата, Каспіана і Нарнію. Воював разом з Каспіаном в другій битві при Берунах (перша битва відбувалася в книжці «Лев, Біла Відьма й шафа»).

### Подорож Досвітнього Мандрівника
У цій книжці Едмунду 16 років (через це у фільмі його не беруть в армію, коли він намагається видати себе за повнолітнього за допомогою паспорта своєї тітки). Разом з рідною сестрою Люсі і двоюрідним братом Юстасом потрапляє в Нарнію через картину з кораблем. Бере активну участь в пригодах. Разом з Юстасом, Каспіаном, Люсі і Ріпічіпом був узятий в полон работорговцями, але вони були звільнені. Коли Юстас перетворився на дракона, Едмунд або Люсі запитали його: «А ти часом не Юстас?». Першим побачив розчаклованого брата, коли кузен розповів Едмунду, що йому допоміг Аслан і він ніколи не буде вередливим і зарозумілим, Едмунд втішає його: «Якщо чесно, я поводився не краще ніж ти, коли перший раз опинився в Нарнії, але ти був свинею, а я ще й зрадником!».

### Срібне крісло
У цьому романі Едмунд не з'явиться, але його згадують кілька разів, як хлопчика і короля.

### Остання битва
Тут Едмунд другорядний персонаж і йому 19 років. У цій частині він разом з Пітером допомагає роздобути чарівні персні Юстасу і Джилл, щоб ті могли переміщатися між світами. Пізніше він разом з усіма потрапляє в залізничну катастрофу і гине. Так Едмунд потрапляє в нову Нарнію. Друзі Нарнії зустрічають Аслана і той пояснює, що вони загинули і не зможуть повернутися до «старого» світу. Едмунд залишається в «нових», справжніх світах назавжди.